# أربة فراشية

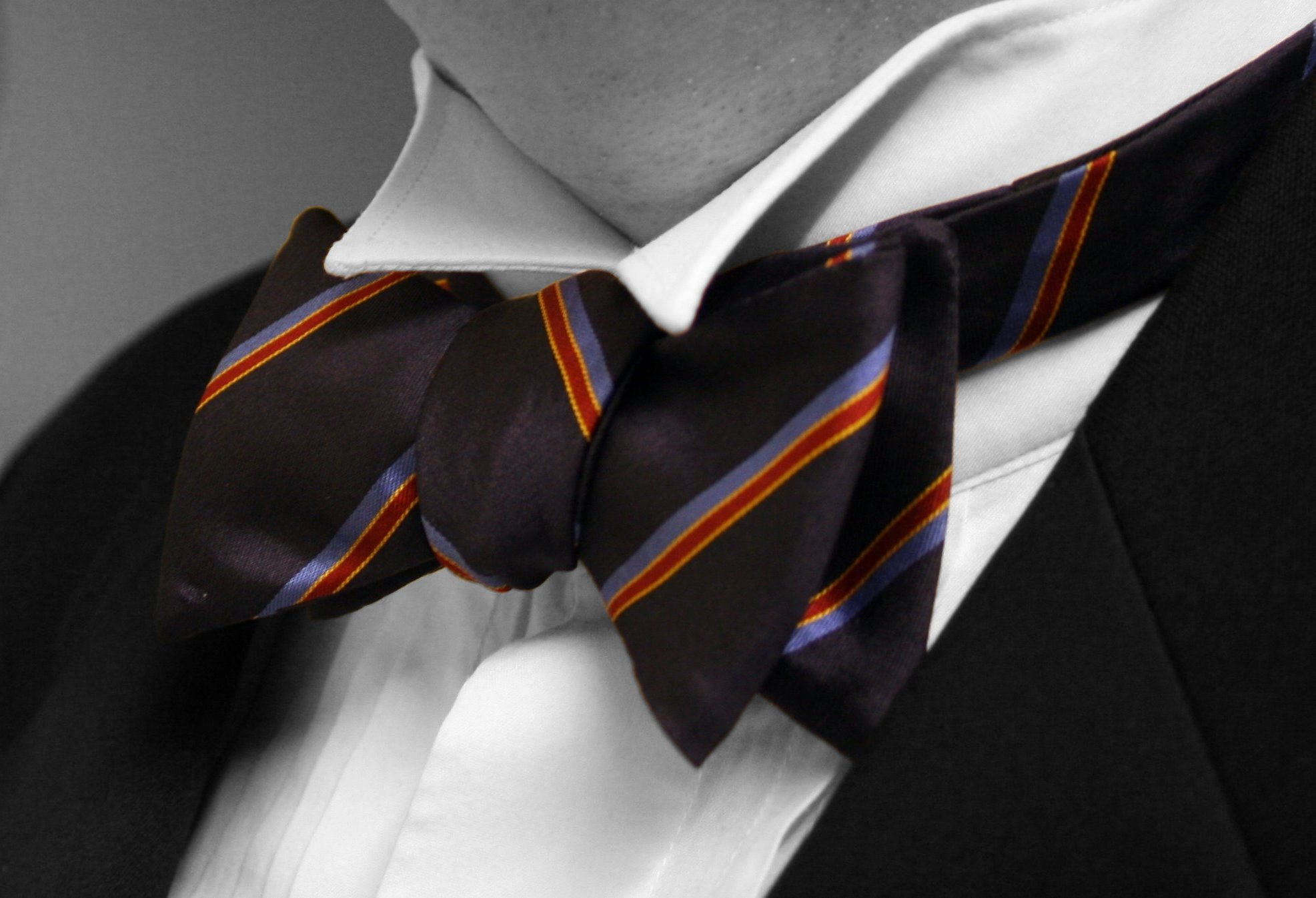
أربة فراشية.

الأُرْبة الفراشِيّة (بالفرنسية: papillon)‏ هي ربطة عنق صغيرة على شكل فراشة عادة ما يرتديها الفنانون والنجوم وفي أمريكا يرتديها السياسيون والرؤساء في مناسبات معينة وفي الوقت الحالي هي تستخدم ومشهوره